# Glee: The Music, Volume 2
Albums de Glee
Glee: The Music, Volume 1
(2009) Glee: The Music, The Power of Madonna
(2010)
Glee: The Music, Volume 2 est la deuxième bande originale extraite de la série Glee. Elle est sortie le 4 décembre 2009 en Australie et le 8 décembre 2009 aux États-Unis. Elle regroupe des chansons issues des épisodes 9 à 13 de la première saison.

## Liste des chansons
1. Proud Mary (Creedence Clearwater Revival) (Amber Riley, Kevin McHale, Jenna Ushkowitz, Lea Michele, Cory Monteith, Mark Salling, Dianna Agron, Chris Colfer) (3:43)
2. Endless Love (Diana Ross et Lionel Richie) (Lea Michele et Matthew Morrison) (4:25)
3. I'll Stand by You (The Pretenders) (Cory Monteith) (3:51)
4. Don't Stand So Close to Me / Young Girl (The Police / Gary Puckett & The Union Gap) (Matthew Morrison) (2:28)
5. Crush (Jennifer Paige) (Lea Michele) (3:23)
6. (You're) Having My Baby (Paul Anka et Odia Coates) (Cory Monteith) (2:47)
7. Lean on Me (Bill Withers) (Amber Riley, Kevin McHale, Lea Michele, Jenna Ushkowitz, Mark Salling, Chris Colfer) (4:17)
8. Don't Make Me Over (Dionne Warwick) (Amber Riley) (3:25)
9. Imagine (John Lennon) (Amber Riley, Kevin McHale, Lea Michele) (2:23)
10. True Colors (Cyndi Lauper) (Jenna Ushkowitz) (3:34)
11. Jump (Van Halen) (Cory Monteith, Lea Michele, Amber Riley, Kevin McHale, Jenna Ushkowitz, Mark Salling, Dianna Agron, Chris Colfer) (3:57)
12. Smile (Lily Allen) (Cory Monteith, Lea Michele) (3:14)
13. Smile (Charlie Chaplin) (Cory Monteith, Lea Michele, Amber Riley, Kevin McHale, Jenna Ushkowitz, Mark Salling, Dianna Agron, Chris Colfer) (3:01)
14. And I Am Telling You I'm Not Going (Jennifer Holliday) (Amber Riley) (4:06)
15. Don't Rain on My Parade (Barbra Streisand) (Lea Michele) (2:47)
16. You Can't Always Get What You Want (The Rolling Stones) (Cory Monteith, Lea Michele, Amber Riley, Kevin McHale, Jenna Ushkowitz, Mark Salling, Dianna Agron, Chris Colfer) (3:27)
17. My Life Would Suck Without You (Kelly Clarkson) (Lea Michele, Cory Monteith, Amber Riley, Kevin McHale, Jenna Ushkowitz, Mark Salling, Dianna Agron, Chris Colfer) (3:31)

## Classements
| Pays                       | Meilleure Position | Certifications | Ventes  |
| -------------------------- | ------------------ | -------------- | ------- |
| Australie                  | 8                  | Platine        | 70 000  |
| Belgique (Flandres)        | 77                 |                |         |
| Belgique (Wallonie)        | 44                 |                |         |
| Canada                     | 5                  | Platine        | 80 000  |
| France                     | 74                 |                |         |
| Irlande                    | 1                  |                |         |
| Italie (Compilation Chart) | 20                 |                |         |
| Mexique                    | 39                 |                |         |
| Nouvelle-Zélande           | 1                  | Or             | 7 500   |
| Pays-Bas                   | 16                 |                |         |
| Royaume-Uni                | 2                  | Or             | 250 000 |
| États-Unis                 | 3                  | Or             | 857 000 |